# Ərəblər (Bərdə)
Ərəblər è un comune dell'Azerbaigian situato nel distretto di Bərdə. Conta una popolazione di 310 abitanti.